# Ляхова, Екатерина Фёдоровна (животновод)
Екатерина Фёдоровна Ляхова (1925—2001) — советский передовик производства в сельском хозяйстве. Герой Социалистического Труда (1966).

## Биография
Родилась 7 августа 1925 года в деревне Курдяевка, Новодеревеньковского района, Орловской области в многодетной крестьянской семье.
В 1933 году вместе с родителями переехала в село Моховое Новодеревеньковского района, Орловской области. С 1937 по 1943 годы работала рабочей на заводе имени Серго Орджоникидзе в Москве. С 1943 года была обучалась в школе фабрично-заводского ученичества в городе Магнитогорске после окончания которого с 1943 по 1945 годы работала токарем.
С 1945 по 1949 годы работала наборщицей в типографии. В 1949 году вернулась в Орловскую область и работала в Моховском лесхозе. С 1955 года работала телятницей станции в отделении «Моховое» областной сельскохозяйственной опытной станции. Дважды Е. Ф. Ляхова участвовала в ВДНХ СССР, имела бронзовые медали выставки, ей было присвоено звание «Мастер животноводства Орловской области».
22 марта 1966 года Указом Президиума Верховного Совета СССР «за достигнутые успехи в развитии животноводства, увеличении производства и заготовок мяса» Екатерина Фёдоровна Ляхова была удостоена звания Героя Социалистического Труда с вручением Ордена Ленина и золотой медали «Серп и Молот».
Помимо основной деятельности в 1972 и в 1977 годы Е. Ф. Ляхова избиралась делегатом XV и XVI съездов профсоюзов СССР, являлась членом КПСС.
С 1971 года находилась на пенсии, но до 1976 года продолжала работать в хозяйстве.
Жила в селе Моховое. Умерла 9 июня 2001 года.

## Награды
- Медаль «Серп и Молот» (22.03.1966)
- Орден Ленина (22.03.1966)
- Медаль «За доблестный труд в Великой Отечественной войне 1941—1945 гг.»
- Медаль «За доблестный труд» (1970)